# 박왕식
박왕식(1938년 12월 21일~1999년 10월 11일)은 대한민국의 정치인이다. 제12대 국회의원을 지냈다.

## 역대 선거 결과
|  | 30.58% |

|  | 37.78% |

|  | 32.03% |

|  | 24.94% |

|  | 42.9% |